# Piste cyclable du boulevard De Maisonneuve
La piste cyclable du boulevard De Maisonneuve est une voie du réseau cyclable de Montréal longeant le boulevard De Maisonneuve. Débutant à l'ouest au campus Loyola de l'Université Concordia dans Notre-Dame-de-Grâce, elle suit le tracé du boulevard jusqu'à sa fin, soit la rue du Havre.
Depuis le 26 août 2008, les quatre kilomètres de la piste traversant le centre-ville de Montréal portent le nom de piste Claire-Morissette entre la rue Berri et la limite de la ville de Westmount en hommage à Claire Morissette, une militante écologiste et pro-vélo, qui a notamment œuvré pour faire de Montréal une ville plus propice aux déplacements à vélo à travers l'association Le Monde à bicyclette.

## Parcours

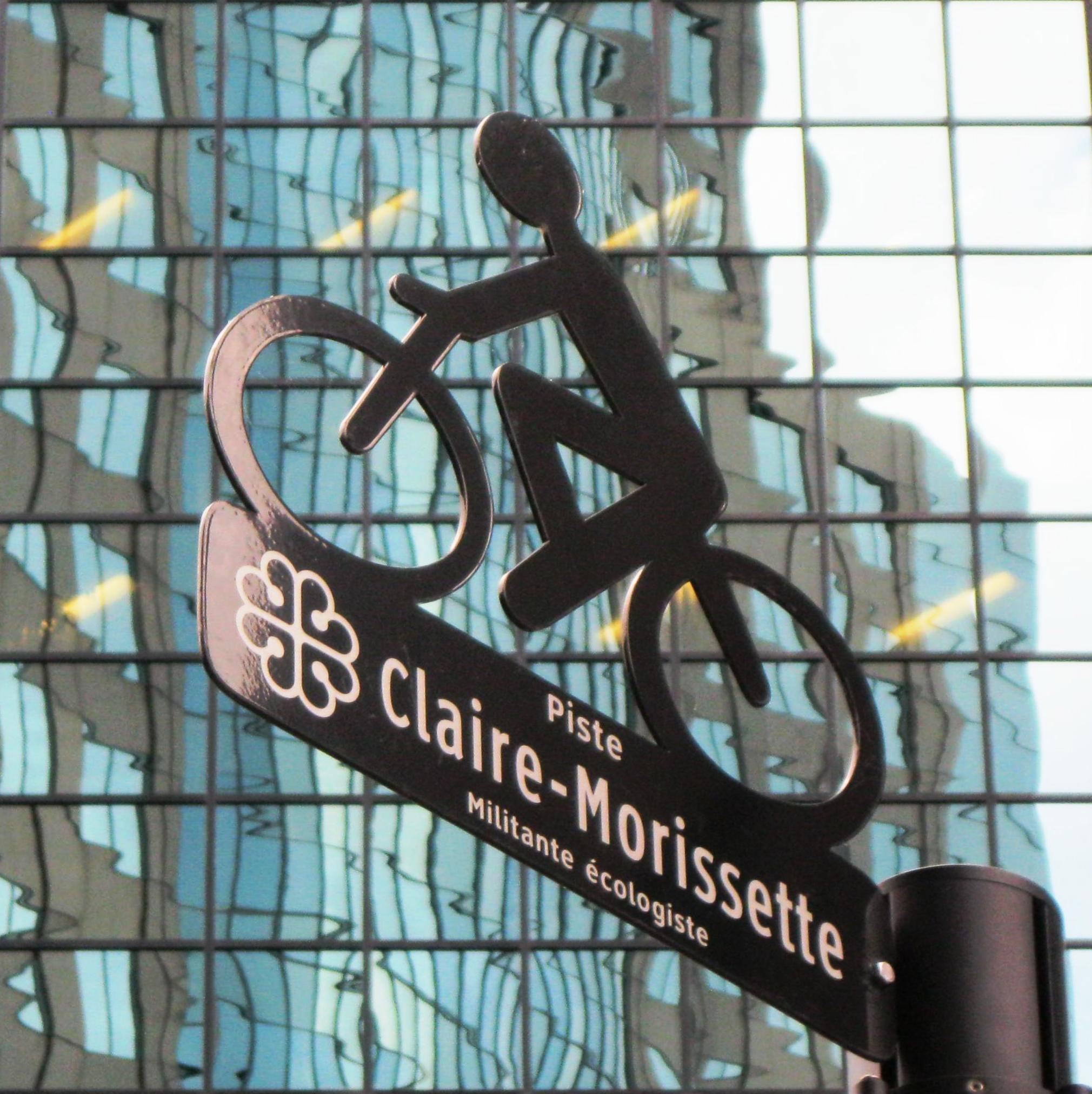
Enseigne

La piste suit une orientation ouest-est en longeant le boulevard De Maisonneuve.
À l'ouest, elle débute à l'avenue Elmhurst (45° 27′ 17″ N, 73° 38′ 26″ O) dans le sud de Notre-Dame-de-Grâce.
Prenant ensuite le boulevard De Maisonneuve, la piste longe une voie ferrée puis traverse l'autoroute Décarie.
Passé Westmount, la piste traverse le centre-ville jusqu'à l'intersection avec la rue Berri (
45° 31′ 52″ N, 73° 32′ 47″ O
) sur laquelle se trouve la piste de l'Axe Nord-Sud. Elle poursuit ensuite la route à travers le Centre-Sud, où le boulevard prend fin au coin de la rue du Havre.